# Pápuák

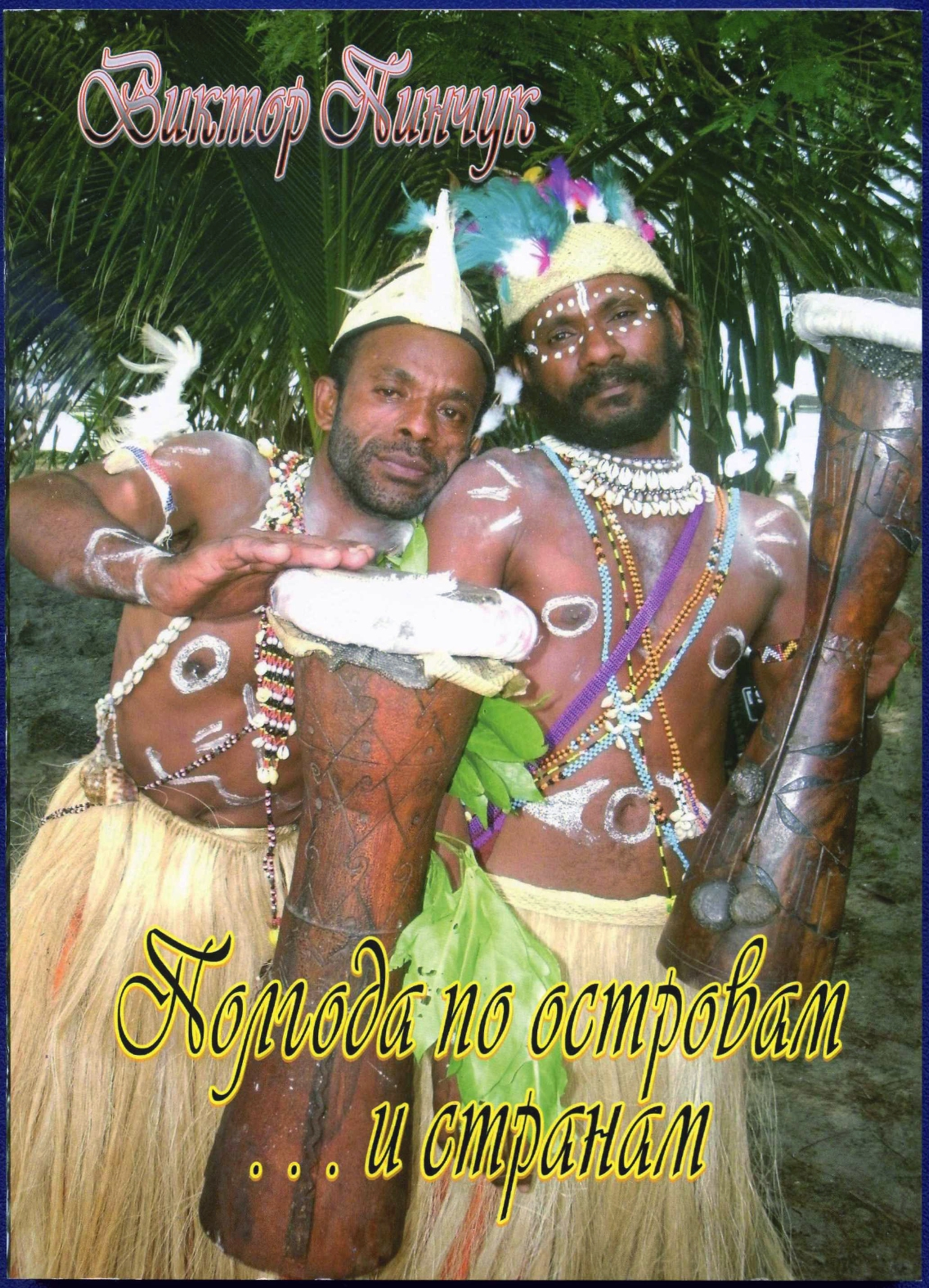
Pápuák egy könyv borítóján

A pápuák Új-Guinea szigetén és a környező kisebb szigeteken élő, a pápua nyelveket beszélő népek, törzsek összefoglaló neve. A pápua népeket nyelvészek és etnográfusok megkülönböztetik a szomszédos ausztronéz nyelvcsaládhoz tartozó melanézektől és indonézektől.

## Történetük
Új-Guinea szigete az őskor óta lakott hely. Őslakói a pápua népek, akik kb. 60 000 éve érkeztek a területre, az afrikai elvándorlás egyik legkorábbi embercsoportjaként. Gyűjtögető és vadászó életmódot folytattak, számos törzsük harcban állt egymással, jellemző volt a kannibalizmus. 
A sziget egyike azon kevés helyeknek, ahol függetlenül alakult ki a mezőgazdaság,  kb. 9000 évvel ezelőtt. Az édesburgonya, a táró, a cukornád és a banán egyes fajtáit is itt háziasíthatták először, és a forgóvetést is hamarabb találták fel itt, mint Európában. Az ausztronéz törzsek csak sokkal később, kb. 3500 évvel ezelőtt érkezhettek a szigetre, és főleg a tengerpart mentén élnek. A jelenlegi lakosok és nyelvek túlnyomó többsége ma is pápua. 
Az első európai, aki partra szállt a szigeten Jorge de Meneses volt, 1526-ban. Meneses nevezte el a szigetet Ilhas dos Papuasnak, azaz a pápuák szigetének. A papua vagy papuva szó maláj eredetű, az „orang papuva” göndör hajú embert jelent. Így nevezték a malájok a szigetviláguktól keletebbre lakó sötét bőrű népeket.
Bár Délkelet-Ázsiából már 5000 éve járnak tengeri kereskedők a szigetre – többek között a csak itt őshonos paradicsommadár tolláért –, egészen a 19. századig jórészt ismeretlen maradt a sziget az európaiak számára. A Balim folyó völgyében élő, kőkori mezőgazdasággal foglalkozó kb. 50 ezer danit csak 1938-ban fedezték fel, ez volt a legutolsó ilyen nagy felfedezés.

## Pápua nyelvek
A pápua nyelvek - hasonlóan a pápua népekhez – ugyancsak egy gyűjtőfogalom, amivel azokat az egymással is nehezen rokonítható nyelveket jelölik, amelyek közös jellemzője, hogy sem az ausztronéz nyelvcsaládba, sem az ausztráliai nyelvek közé nem tartoznak. Új-Guinea szigete nyelvészetileg az egyik legösszetettebb területe a Földnek. Több mint 1000 nyelvet beszél a 7 millió helyi lakos, amelyeket  26 különböző nyelvcsaládba osztanak be a nyelvészek. Ezek többsége csak itt és a környező kisebb szigeteken található meg, és sok köztük az izolált nyelv is. A fent említett adatokból következik, hogy Új-Guineában átlagosan 7000 emberre jut egy nyelv, azaz nagyjából minden törzsnek külön nyelve van. Ez azt jelenti, hogy a Föld legnagyobb nyelvi diverzitása Új-Guinea szigetére jellemző.